# Doleschallia polibetina
Doleschallia polibetina är en fjärilsart som beskrevs av Hans Fruhstorfer 1912. Doleschallia polibetina ingår i släktet Doleschallia och familjen praktfjärilar. Inga underarter finns listade i Catalogue of Life.